# Глинна (притока Лисогору)
Гли́нна — річка в Україні, у Срібнянському й Варвинському районах Чернігівської області. Ліва притока Лисогору (басейн Дніпра).

## Опис
Довжина річки 24 км., похил річки — 2,1 м/км. Площа басейну 224 км².

## Розташування
Бере початок на південному заході від села Залатиха. Спочатку тече на південний захід, потім на північний захід через Гурбинці, і у Гнатівці впадає у річку Лисогір, ліву притоку Удаю. 
Населені пункти вздовж берегової смуги: Брагинці, Хукалівка, Савинці, Горобіївка. 
Річку перетинає автомобільний шлях Т 2530.
У верхів'ї річки знаходиться гідрологічний заказник місцевого значення Урочище «Рим».